# Geron farri
Geron farri är en tvåvingeart som beskrevs av Scarbrough 1985. Geron farri ingår i släktet Geron och familjen svävflugor.
Artens utbredningsområde är Jamaica. Inga underarter finns listade i Catalogue of Life.